# Ernst Ihbe
Hermann Ernst Ihbe (* 20. Dezember 1913 in Erlbach, Vogtland; † 30. August 1992 in Markranstädt) war ein deutscher Radrennfahrer. 1936 wurde er Olympiasieger mit dem Tandem.

## Sportliche Laufbahn
Ernst Ihbe war gelernter Drogist. Er startete für den R.C. Wettiner in Leipzig. Nach einigen guten Erfolgen wurde er 1933 in die von Willi Frenzel begründete Deutsche Nationalmannschaft Bahn berufen, obwohl er krankheitsbedingt einige Auswahlrennen nicht bestreiten konnte. Ab 1934 bildete er zusammen mit Carl Lorenz ein Tandem. Bei den Offenen Britischen Meisterschaften 1934 fuhr in der ersten Runde Lorenz auf der vorderen Position, aber die beiden unterlagen. Im Hoffnungslauf wechselte Ihbe nach vorn, und da die beiden nicht nur den Hoffnungslauf, sondern auch die britische Meisterschaft gewannen, blieb Ihbe bis zum Ende der gemeinsamen Karriere der Vordermann. Die beiden Sportler gewannen gemeinsam zwei deutsche Meistertitel, Ihbe war zusätzlich einmal Deutscher Meister über 25 Kilometer im Bahnradsport. Bei den Olympischen Spielen 1936 in Berlin gewannen Ihbe und Lorenz gemeinsam die Goldmedaille im Tandemrennen. Bereits 1933 gewann er seinen ersten Titel als Deutscher Meister, er siegte im 25 Kilometerrennen. Im September wurde er zu seinem ersten Auslandsstart (Kopenhagen) berufen. Nachdem er 1934 den nationalen Tandemtitel mit Lorenz gewonnen hatte, siegte er auch 1935 (diesmal mit Rudolf Karsch) und 1937 (ebenfalls mit Karsch). Das Rennen wurde über die ungewöhnliche Distanz von 5000 Metern mit Punktwertung ausgetragen.
Seine Einberufung zum Militär unterbrach seine Laufbahn von 1939 bis 1945. Nach seiner Rückkehr aus der Kriegsgefangenschaft versuchte sich Ihbe 1945 ohne größere Erfolge als Profi.

## Berufliches
Er war später Radsporttrainer bei verschiedenen Vereinen in Leipzig, wo er u. a. beim SC Rotation Leipzig Wolfgang Tertschek und Erhard Pesch zu DDR-Meistertiteln führte. Ab 1965 war er Bezirkstrainer in Halle. In dieser Eigenschaft betreute er unter anderem mehrere Jahre den späteren Weltmeister Axel Grosser und den späteren Olympiasieger Klaus-Jürgen Grünke, bis dieser mit 19 Jahren nach Berlin wechselte. Als in der DDR Anfang der 1950er Jahre ein Verbot des Berufsradsports diskutiert wurde, sprach sich Ihbe öffentlich dagegen aus.